# Nipponomarolia oharai
Nipponomarolia oharai là một loài bọ cánh cứng trong họ Melandryidae. Loài này được Nakane miêu tả khoa học năm 1989.